# Denise Hanke
Denise Hanke est une ancienne joueuse allemande de volley-ball née le 31 août 1989 à Berlin. Elle mesure 1,83 m et jouait au poste de passeuse. Elle a totalisé 245 sélections en équipe d'Allemagne. Elle a mis un terme à sa carrière de volleyeuse professionnelle en avril 2020.

## Clubs
| Club                    | De        | À         |
| ----------------------- | --------- | --------- |
| VC Olympia Rhein-Neckar |           | 2006-2007 |
| Schweriner SC           | 2007-2008 | 2012-2013 |
| Eczacıbaşı İstanbul     | 2013-2014 | 2013-2014 |
| Impel Wrocław           | 2014-2015 | 2014-2015 |
| Schweriner SC           | 2015-2016 | 2019-2020 |

## Palmarès

### Équipe nationale
- Ligue européenne
  - Vainqueur: 2013.
- Championnat d'Europe
  - Finaliste : 2013.

### Clubs
- Championnat d'Allemagne
  - Vainqueur : 2009, 2011, 2012, 2013, 2017, 2018.
  - Finaliste : 2019.
- Coupe d'Allemagne
  - Vainqueur : 2012, 2013, 2019.
  - Finaliste : 2017.
- Supercoupe de Turquie
  - Finaliste : 2013.
- Supercoupe d'Allemagne
  - Vainqueur :2017, 2018, 2019.

### Distinctions individuelles
- Ligue européenne de volley-ball féminin 2013: Meilleure serveuse[5].